# Tephrocactus bonnieae
Tephrocactus bonnieae är en kaktusväxtart som först beskrevs av D.J. Ferguson och R. Kiesling, och fick sitt nu gällande namn av Stuppy. Tephrocactus bonnieae ingår i släktet Tephrocactus och familjen kaktusväxter. Inga underarter finns listade i Catalogue of Life.

## Bildgalleri

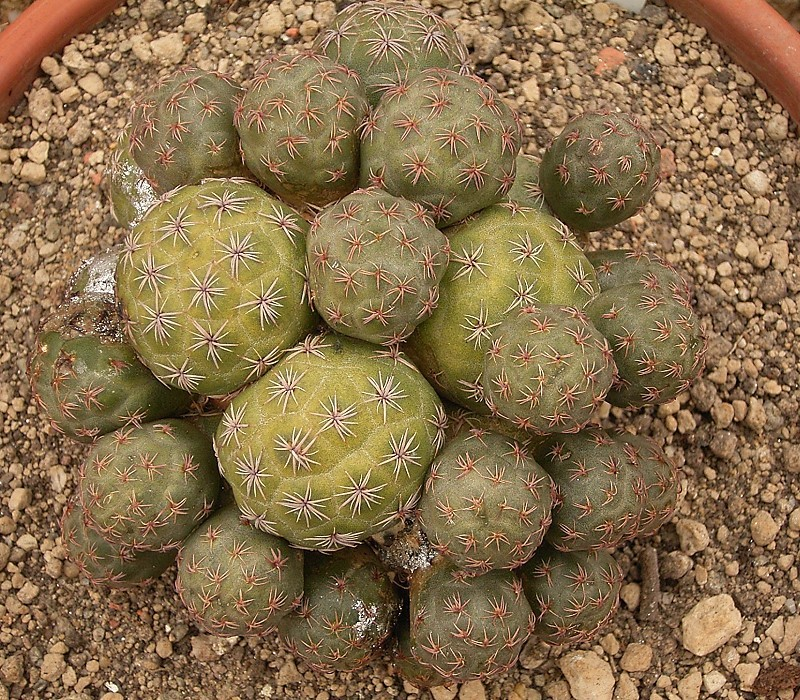
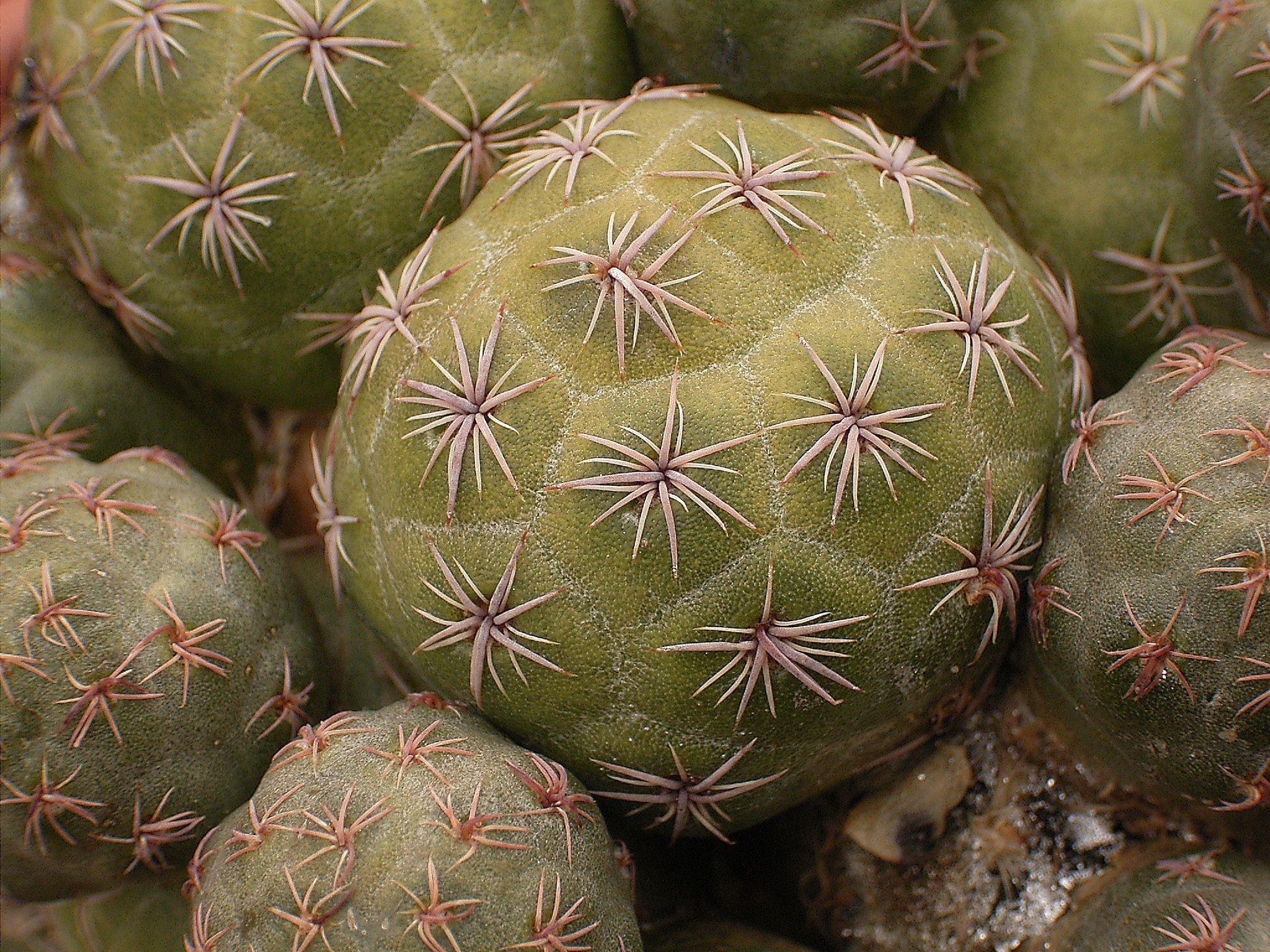
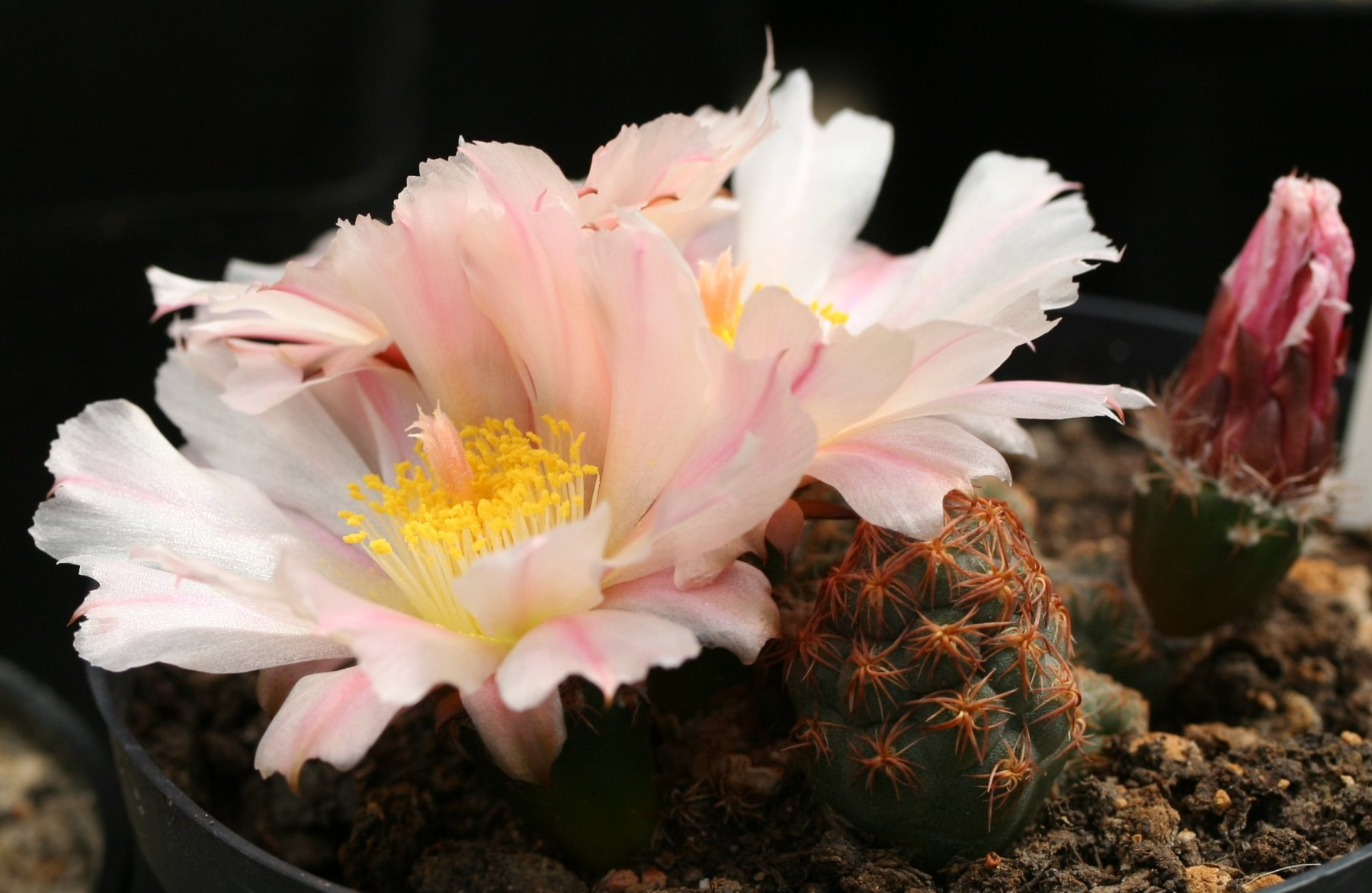